# Gematri
Gematri innebär att man tillskriver bokstäver siffervärden (I vissa skriftspråk har bokstäver även siffervärden, exempelvis grekiska alfabetet, hebreiska alfabetet och futharken), vilket i sin tur används för att uttolka andra saker ur texten med hjälp av talmystik. Man kan tolka till exempel namn som summan av de ingående bokstävernas siffervärden, ur vilket man i sin tur kan uttolka personens egenskaper. Exempel på detta är grekiska, hebreiska samt latin (romerska siffror).
Gematri är utbrett inom judisk och islamisk mystik och har tidvis tilldragit sig stort intresse även i vissa kretsar inom kristendomen. Mest känt av alla dessa sammanhang är antagligen ur Bibeln, Uppenbarelseboken kapitel 13, vers 16-18:
"Och det förmår alla, både små och stora, både rika och fattiga, både fria och trälar, 

att låta giva sig ett märke på högra handen eller på pannan,
så att ingen får vare sig köpa eller sälja något, 

utom den som är märkt med vilddjurets namn eller dess namns tal.
Här gäller det att vara vis; den som har förstånd, 

han räkne ut betydelsen av vilddjurets tal, ty det är en människas tal. 

Och dess tal är sexhundrasextiosex."

## Metoder för judisk gematria

### Standardkodning
I standardgematria (mishpar hehreki) tilldelas varje bokstav ett numeriskt värde från 1 till 400. I mispar gadol har de fem sista bokstäverna egenvärden mellan 500 och 900. Detta välkända chiffer kan ha använts för att dölja andra, mer dolda chiffer i hebreiska texter. Till exempel kan en skrivare diskutera ett belopp med hjälp av "standard gematria"-chiffer, men kanske vill att beloppet ska verifieras med hjälp av ett annat hemligt chiffer. 

### Vokaler
Betydelsen av hebreiska vokaler beaktas vanligtvis inte, men vissa mindre kända metoder inkluderar även vokaler. Ibland stavas vokalnamnen ut och deras gematria beräknas med standardmetoder.

### Andra metoder
Det finns många olika metoder som används för att beräkna det numeriska värdet av enskilda hebreiska/arameiska ord, fraser eller hela meningar. Gematra är den 29:e av 32 hermeneutiska regler som godkänts av rabbinerna i Talmud för korrekt agadisk tolkning av Torah. Mer sofistikerade metoder används vanligtvis för de mest betydelsefulla bibelverserna, bönerna, Guds namn etc. Sådana metoder inkluderar:
- Mispar hehrahi (absolut värde) är standardmetoden.[6] Den tilldelar värdena 1-9, 10-90, 100-400 till 22 hebreiska bokstäver i ordning.[7] Det kallas också ibland mishpar ha-panim (direkt tal), till skillnad från det mer komplexa mishpar ha-akhor (omvänt tal).
- Mispar gadol (stort värde) redovisar de slutliga formerna (sofit) av bokstäverna i det hebreiska alfabetet som en förlängning av alfabetets numeriska sekvens, där de slutliga bokstäverna tilldelas värden från 500 till 900.[8][9] Namnet mispar gadol används ibland för att hänvisa till en annan metod, Otiyot beMilui.
- Mispar katan (litet värde) räknar ut värdet av varje bokstav men tar bort alla nollor. Det kallas också ibland för mispar me'ugal.
- Mispar siduri (ordinärt värde) för var och en av de 22 bokstäverna från 1 till 22.